# 加沙里沙菲宜
敦加沙里沙菲宜（英語：Muhammad Ghazali bin Shafie，1922年3月22日—2010年1月24日），马来西亚政治人物，曾担任外交部长和内政部长等职。

## 生平
1922年，加沙里出生于彭亨瓜拉立卑。他是来自西苏门答腊省拉哇岛米南佳保人的后裔。第二次世界大战期间，他加入日占马来亚时期的秘密行动。之后至威尔士大学和伦敦政经学院留学。
回国后，他进入公共事务，后开始步入政界。1973年至1981年，担任内务与信息部长。1974年，他成为马来西亚下议院立卑区国会议员；在这之前他曾被委任为马来西亚上议院议员。1981年至1984年，他担任外交部长。任内因在东南亚国家联盟中对应柬埔寨冲突而闻名；被并称为“耀眼的政治家”（flamboyant politician）。
1982年，加沙里因驾驶飞机遇到事故，他的保镖兼副驾驶员遇害。当初还有很多报道称其也在事故中遇难（比如《纽约时报》）。检验官后来指责事故原因出于加沙里在驾驶中的疏忽大意。
在离开政界后，加沙里在一些企业部门和国际组织中担任职位。
2010年1月24日，他在雪兰莪州梳邦再也的家中去世。死后葬于吉隆坡国家清真寺的英雄墓地。

## 争议

### 针对马哈迪的阴谋
第三任首相胡先翁（1976–1981）上任后曾有意委任加沙里为副首相，却遭到巫统三位副主席嘉化峇峇、东姑拉沙里与马哈迪·莫哈末的反对。经过一番角力后，胡先翁最终委任马哈迪为副首相，加沙里则出任权力极大的内政部长一职。1976年，已故前首相敦阿都拉萨的好友暨资深报人沙末·伊斯迈遭援引內安法令扣留。两名副部长阿都拉阿末和阿都拉玛吉相隔数月后也在同个恶法下被扣留。他们都是已故首相阿都拉萨的亲信，被称为“阿都三人帮（Tiga Abdul）”。其他被扣留者还包括反对党民主行动党的陈国杰与陈庆佳，以及人民社会主义党（PSRM）主席卡欣阿末。他们都被指称与共产党有关联，然而至今依然没有确凿证据可言。曾在1974年因华玲示威而被內安法令扣留六年的前人民社会主义党领袖赛胡先阿里声称，警察政治部企图将这些巫统领袖贴上亲共标签，但真正的目标是副首相马哈迪·莫哈末，加沙里有意借此除去自己登上相位的劲敌。
胡先翁在1981年宣布退休，由马哈迪继任。学者哈罗德·克劳奇写道：作为临别一枪，加沙里在马哈迪拜相的前三天指控其政治秘书西迪高斯为苏联国家安全委员会特务并将他逮捕。”加沙里在第一次马哈迪内阁即被调往外交部。

## 荣誉
- 马来西亚：
  -  护国领袖勋章 (PMN) – 丹斯里 (1965)[14]
  -  联邦王冠效忠斯里勋章 (SSM) – 敦(2005)[15]